# Kostel svatého Vavřince (Chrastava)
Kostel svatého Vavřince v Chrastavě je římskokatolický farní kostel zasvěcený sv. Vavřinci. Byl vystavěn na konci 19. století v pseudogotickém slohu na místě staršího kostela. Díky svému umístění na kopci za řekou je zdaleka viditelný včetně jeho hrotitých tvarů a je tak nejvýraznější dominantou města Chrastavy v Libereckém kraji. Je chráněn jako kulturní památka České republiky.

## Historie

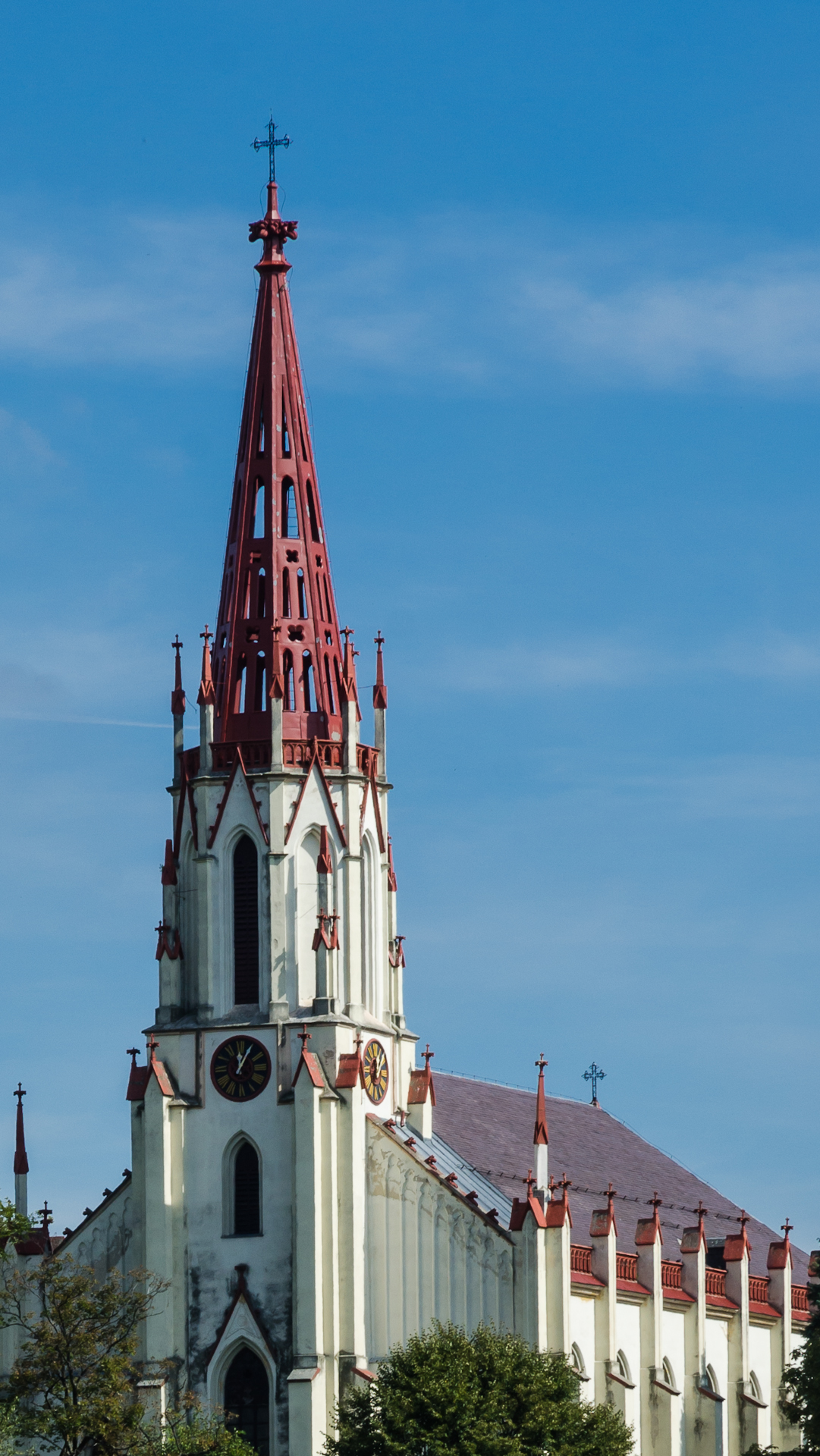
Věž kostela

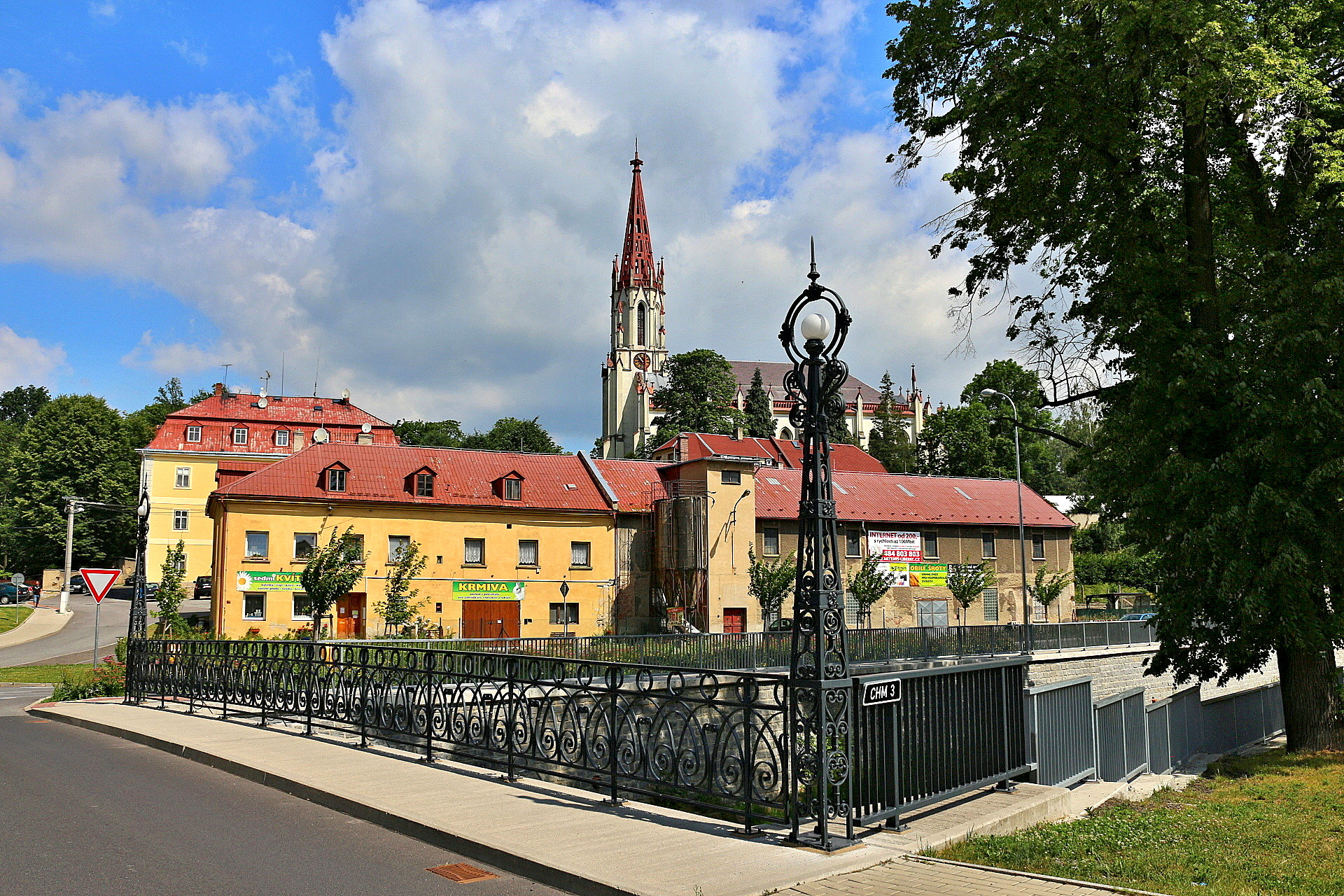
Kostel jako dominanta Chrastavy. V popřední nový most.

Z původního dřevěného kostela, který zde stál pravděpodobně již ve 14. století a byl několikrát přestavovaný, zbyla pouze věž renesančního původu pocházející z roku 1586. Současný kostel byl ve své podobě vystavěn v letech 1866-1868 podle plánů libereckého architekta F. Thicka. Ve věži se zachoval zvon Zuzana zdobený reliéfy, který váží 1,1 tuny a byl odlit roku 1601.

## Architektura
Trojlodní kostel sv. Vavřince je vystavěn v pseudogotickém slohu. Stavba má protáhlý s pěti stranami osmiúhelníkem uzavřený presbytář. Hranolová západní věž má zbytky sgrafitové výzdoby a nový litinový prolamovaný pseudogotický jehlanec. Hrotitá okna jsou ve dvou řadách na sebou. Dolní okna jsou podvojná. Okna jsou opatřena malovanou vitráží Křížové cesty.
Interiér kostela má křížové klenby, které dosedají na šest párů svazkových pilířů s hlavicemi. Presbytář je sklenut dvěma kříži a závěrem.

## Vybavení kostela
Zařízení je pseudogotické a pochází z období výstavby kostela. Hlavní oltář a i dva vedlejší oltáře umístěné v postranních lodích pocházejí z roku 1868 od turnovského řezbáře V. Šebora. Na pravém oltáři je obraz Panny Marie v zeleni, který je originálem a darem od J. Führicha z roku 1868 svému rodišti. Na severním oltáři je obraz sv. Aloise od V. Kandlera, který je rovněž chrastavským rodákem. V presbytáři jsou další dva oltáře. Vlevo je oltář sv. Karla Boromejského postavený roku 1902, s obrazem světce od A. Wörndla z roku 1885. Na pravém oltáři, postaveném v roce 1906 je starší obraz sv. Josefa od V. Kandlera, malovaný roku 1846 v Římě. V kostele je cínová křtitelnice se značkou I. O. Franch Liberec, 1868. Pod kruchtou se nalézá obraz sv. Anny od G. Kratzmanna z roku 1882. V presbytáři je umístěn obraz sv. Václava od J. F. Schüfera z Liberce z roku 1782, který sem byl přenesen z kostela Panny Marie Sněžné v Andělské Hoře. V sakristii je umístěn obraz sv. Vavřince od pražského mistra z roku 1734, který sem byl přenesen ze starého kostela.

## Okolí kostela
Vedle kostela stojí barokní fara z roku 1739. Okolo kostela je zeď bývalého hřbitova, který odděluje faru s kostelem. V této zdi je umístěn soubor 15 náhrobních desek, které patří významným rodákům a místním šlechticům. Většinou se jedná o figurální díla z období let 1586 až 1829. Náhrobek Fr. Kheila z roku 1829 je ozdobený sochou Krista od J. Maxe. Umělecky hodnotně zvládnutý je zvláště dvojitý náhrobek manželů Mutzelových (č. 12) pocházející z roku 1652.